# Harry Schoenmakers (Blerick)
Harry Schoenmakers (Blerick, 23 maart 1934) was een Nederlands wielrenner, die beroeps was van 1956 tot 1958.

## Wielerloopbaan
Harry Schoenmakers mocht in 1956 als onafhankelijke mee naar de Ronde van Italië, die hij niet zou uitrijden. In de vijfde etappe a eindigde hij op de zesde plaats.
Zijn prestaties worden vaak verward met die van Harrie Schoenmakers uit Eindhoven.

## Resultaten in voornaamste wedstrijden
| Jaar | Ronde van Italië | Ronde van Frankrijk | Ronde van Spanje |
| ---- | ---------------- | ------------------- | ---------------- |
| 1956 | opgave           |                     |                  |